# Maksymilian Sieradzki
Maksymilian Sieradzki – pułkownik regimentu Ilińskiego, konsyliarz konfederacji targowickiej w 1792 roku.